# Route du Sud 2000
La Route du Sud 2000, ventiquattresima edizione della corsa, si svolse dal 17 al 20 giugno su un percorso di 640 km ripartiti in 4 tappe (la prima suddivisa in due semitappe), con partenza da Villeneuve-sur-Lot e arrivo a Peyragudes. Fu vinta dal polacco Tomasz Brożyna della Banesto davanti allo spagnolo Francisco Mancebo e al francese Patrice Halgand.

## Tappe
| Tappa  | Data      | Percorso                                                    | km    | Vincitore di tappa  | Leader cl. generale |
| ------ | --------- | ----------------------------------------------------------- | ----- | ------------------- | ------------------- |
| 1ª-1ª  | 17 giugno | Villeneuve-sur-Lot > Villeneuve-sur-Lot                     | 102,3 | Alessandro Petacchi | Alessandro Petacchi |
| 1ª-2ª  | 17 giugno | Villeneuve-sur-Lot > Villeneuve-sur-Lot (cron. individuale) | 14,9  | David Millar        | David Millar        |
| 2ª     | 18 giugno | Villeneuve-sur-Lot > Castres                                | 190,3 | Alessandro Petacchi | David Millar        |
| 3ª     | 19 giugno | Castres > Saint-Gaudens                                     | 184,6 | Patrice Halgand     | David Millar        |
| 4ª     | 20 giugno | Saint-Gaudens > Peyragudes                                  | 147,8 | Francisco Mancebo   | Tomasz Brożyna      |
| Totale | Totale    | Totale                                                      | 640   |                     |                     |

## Dettagli delle tappe

### 1ª tappa - 1ª semitappa
- 17 giugno: Villeneuve-sur-Lot > Villeneuve-sur-Lot – 102,3 km

| Pos. | Corridore           | Squadra       | Tempo    |
| ---- | ------------------- | ------------- | -------- |
| 1    | Alessandro Petacchi | Fassa Bortolo | 2h18'29" |
| 2    | Frédéric Guesdon    | FDJ           | s.t.     |
| 3    | Léon van Bon        | Rabobank      | s.t.     |

| Pos. | Corridore           | Squadra       | Tempo    |
| ---- | ------------------- | ------------- | -------- |
| 1    | Alessandro Petacchi | Fassa Bortolo | 2h18'29" |

### 1ª tappa - 2ª semitappa
- 17 giugno: Villeneuve-sur-Lot > Villeneuve-sur-Lot (cron. individuale) – 14,9 km

| Pos. | Corridore        | Squadra       | Tempo  |
| ---- | ---------------- | ------------- | ------ |
| 1    | David Millar     | Cofidis       | 19'51" |
| 2    | Andrea Peron     | Fassa Bortolo | a 46"  |
| 3    | Vjačeslav Ekimov | US Postal     | a 47"  |

| Pos. | Corridore        | Squadra       | Tempo    |
| ---- | ---------------- | ------------- | -------- |
| 1    | David Millar     | Cofidis       | 2h38'32" |
| 2    | Andrea Peron     | Fassa Bortolo | a 34"    |
| 3    | Vjačeslav Ekimov | US Postal     | a 47"    |

### 2ª tappa
- 18 giugno: Villeneuve-sur-Lot > Castres – 190,3 km

| Pos. | Corridore           | Squadra       | Tempo    |
| ---- | ------------------- | ------------- | -------- |
| 1    | Alessandro Petacchi | Fassa Bortolo | 5h40'41" |
| 2    | Gabriele Balducci   | Fassa Bortolo | s.t.     |
| 3    | Damien Nazon        | Bonjour       | s.t.     |

| Pos. | Corridore        | Squadra       | Tempo    |
| ---- | ---------------- | ------------- | -------- |
| 1    | David Millar     | Cofidis       | 8h19'13" |
| 2    | Andrea Peron     | Fassa Bortolo | a 34"    |
| 3    | Vjačeslav Ekimov | US Postal     | a 47"    |

### 3ª tappa
- 19 giugno: Castres > Saint-Gaudens – 184,6 km

| Pos. | Corridore       | Squadra       | Tempo    |
| ---- | --------------- | ------------- | -------- |
| 1    | Patrice Halgand | Jean Delatour | 4h18'07" |
| 2    | Nicola Loda     | Fassa Bortolo | s.t.     |
| 3    | David Delrieu   | AG2R          | s.t.     |

| Pos. | Corridore        | Squadra   | Tempo     |
| ---- | ---------------- | --------- | --------- |
| 1    | David Millar     | Cofidis   | 12h37'22" |
| 2    | Vjačeslav Ekimov | US Postal | a 47"     |
| 3    | Tomasz Brożyna   | Banesto   | a 49"     |

### 4ª tappa
- 20 giugno: Saint-Gaudens > Peyragudes – 147,8 km

| Pos. | Corridore              | Squadra   | Tempo    |
| ---- | ---------------------- | --------- | -------- |
| 1    | Francisco Mancebo      | Banesto   | 4h08'52" |
| 2    | Ramón González Arrieta | Euskaltel | s.t.     |
| 3    | Tomasz Brożyna         | Banesto   | s.t.     |

| Pos. | Corridore         | Squadra       | Tempo     |
| ---- | ----------------- | ------------- | --------- |
| 1    | Tomasz Brożyna    | Banesto       | 16h46'57" |
| 2    | Francisco Mancebo | Banesto       | a 12"     |
| 3    | Patrice Halgand   | Jean Delatour | a 37"     |

## Classifiche finali

### Classifica generale
| Pos. | Corridore              | Squadra           | Tempo     |
| ---- | ---------------------- | ----------------- | --------- |
| 1    | Tomasz Brożyna         | Banesto           | 16h46'57" |
| 2    | Francisco Mancebo      | Banesto           | a 12"     |
| 3    | Patrice Halgand        | Jean Delatour     | a 37"     |
| 4    | Sebastien Demarbaix    | Lotto-Adecco      | a 1'52"   |
| 5    | Ramón González Arrieta | Euskaltel-Euskadi | a 2'01"   |
| 6    | José Javier Gómez      | Kelme             | a 2'02"   |
| 7    | Grzegorz Gwiazdowski   | FDJ               | a 2'34"   |
| 8    | Kurt Van De Wouwer     | Lotto-Adecco      | a 3'09"   |
| 9    | David Millar           | Cofidis           | a 3'22"   |
| 10   | Iker Flores Galarza    | Euskaltel-Euskadi | a 3'52"   |